# غوتايتوم جبريسيلاسي
غوتايتوم جبريسيلاسي (مواليد 15 يناير 1995) هي لاعبة ألعاب قوى إثيوبية، حصلت على الميدالية الذهبية في منافسات الماراثون في بطولة العالم لألعاب القوى 2022.